# Malaysia Open 1957
Die Malaysia Open 1957 im Badminton fanden im August 1957 in Ipoh statt. Es war die 16. Austragung der internationalen Titelkämpfe im Badminton von Malaysia.

## Finalergebnisse
| Disziplin    | Sieger                   | Finalist                       | Ergebnis          |
| ------------ | ------------------------ | ------------------------------ | ----------------- |
| Herreneinzel | Choong Ewe Beng          | Abdullah Piruz                 | 15–6, 15–3        |
| Dameneinzel  | Tan Gaik Bee             | Lim Kit Lin                    | 11–7, 11–8        |
| Herrendoppel | Teh Kew San Lim Say Hup  | Lai Fook Ying F. A. L. Gonzaga | 15–2, 15–5        |
| Damendoppel  | Tan Gaik Bee Lim Kit Lin | Chin Phee Keow Lee Hoo Keat    | 15–3, 15–12       |
| Mixed        | Lim Say Hup Tan Gaik Bee | Choong Ewe Beng Lim Kit Lin    | 15–3, 6–15, 15–12 |